# Castelo Blairfindy

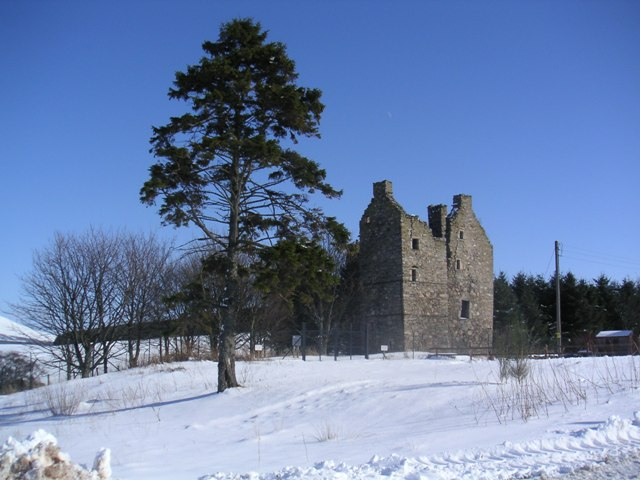
Castelo Blairfindy, Escócia

O Castelo Blairfindy (em inglês:  Blairfindy Castle) é um castelo do século XVI atualmente em ruínas localizado em Inveravon, Moray, Escócia.

## História
A construção foi completada em 1564 por John Gordon. Em 1586, o castelo passou para outro ramo da família Gordon, quando tornou-se local de moradia dos Earl de Huntly. Uma pedra por cima da entrada, contém as iniciais 'IG / HG', a data '1586' e o brasão de armas da família.
Encontra-se classificado na categoria "B" do "listed building" desde 22 de fevereiro de 1972.

## Estrutura
Uma característica interessante é a existência de mata-cães por cima da entrada principal. Tais defesas eram próprias dos castelos medievais, onde se poderiam atirar objetos aos atacantes durante um cerco.